# Agricultural Mortgage Corporation
The Agricultural Mortgage Corporation (с англ. — «Сельскохозяйственная ипотечная корпорация») — дочерняя компания Lloyds Banking Group, основанная в 1928 году и занимающаяся предоставлением долгосрочной ипотечной ссуды на землю и восстановлением сельского хозяйства и предприятий в сельской местности на территории Великобритании. Первоначально находилась в совместном владении Банка Англии и нескольких ведущих клирингновых банков Великобритании, а в 1993 году была полностью приобретена корпорацией Lloyds Banking Group.

## История
AMC была создана при поддержке английского правительства для возрождения землевладения после Первой мировой войны, чтобы новое поколение фермеров перешло «на землю» и занялось сельским хозяйством, после разрушительных последствий войны в Британии для его скорейшего восстановления.
В 1993 году Lloyds Bank приобрела остаток акционерного капитала у Банка Англии и других банков (Barclays Bank, Midland Bank, National Westminster Bank и Королевский банк Шотландии).